# (10218) Bierstadt
Pour les articles homonymes, voir Bierstadt.
(10218) Bierstadt est un astéroïde de la ceinture principale.

## Description
(10218) Bierstadt est un astéroïde de la ceinture principale. Il fut découvert le 29 septembre 1997 à Kitt Peak par le projet Spacewatch. Il présente une orbite caractérisée par un demi-grand axe de 2,40 UA, une excentricité de 0,16 et une inclinaison de 3,2° par rapport à l'écliptique.

## Compléments